# Англо-французская война (1116—1120)
Англо-французская война 1116—1120 — вторая война между Людовиком VI Толстым и Генрихом I Боклерком.

## Начало войны
Предыдущая англо-французская война закончилась в 1113 выгодным для английского короля Жизорским договором, не снявшим, однако, всех противоречий. Генрих I по-прежнему отказывался приносить французскому королю оммаж за Нормандию.
В 1116 продолжавшаяся между Людовиком VI и Тибо IV де Блуа война привела к английскому вмешательству. Летом Генрих высадился в Нормандии. Людовик возобновил антианглийский союз с Фульком V Анжуйским и Бодуэном VII Фландрским. Военные действия, как обычно, начались в Вексене, а затем распространились на Нормандию, Пикардию, Бри, Мэн и графство Шартр.
Летом 1117 Людовик и Бодуэн вторглись в Нормандию, но отступили перед армией Генриха, состоявшей из англичан, нормандцев и бретонцев.

## Кампания 1118
В 1118 в Нормандии началось восстание баронов в поддержку сына Роберта Куртгёза Вильгельма Клитона, претендовавшего на корону герцогства при поддержке Людовика VI. Пользуясь этим, участники коалиции атаковали Нормандию со всех сторон. Союзник Генриха Тибо Блуасский не мог помочь, так как находился в плену у Гильома II Неверского, верного королю Франции. Людовик начал наступление в Вексене, где Сен-Клер-сюр-Эпт был захвачен англичанами. Французы захватили Гуэ-Никез, овладели недавно построенным замком Маласси. Фульк Анжуйский вспомнил о принадлежавшем его семье титуле великого сенешаля королевства, формального главнокомандующего, которым его предки пренебрегали, и захотел его получить. Сенешалем Франции в то время был Ансо де Гарланд; он сохранил свою должность, но принес оммаж Фульку, чтобы удовлетворить его тщеславие.
Французские войска вторглись в Нормандию через графство Эврё, а Бодуэн Фландрский, прозванный Бодуэном «С секирой» (Baudouin à la Hache), по характеристике Сугерия «исключительный рыцарь», через землю Ко и Понтьё. Нормандия, «откормленная за время долгого мира», была предана огню и мечу. Генриха покинули 18 главных баронов герцогства, он был вынужден укрепиться в Руане, и даже там, опасаясь заговора приближенных, каждую ночь спал в другом месте, и клал у изголовья щит и меч. Один из его людей был изобличен в измене, и, как с иронией пишет Сугерий, «был милосердно осужден на ослепление и оскопление, хотя заслуживал петли». Амори III де Монфор взял Эврё, Фульк Анжуйский в ноябре 1118 захватил Алансон, в следующем месяце разгромил под его стенами английское войско и овладел цитаделью. Фламандцы заняли Лез-Андели и овладели несколькими крепостями на подступах к Руану. Бодуэн с пятью сотнями всадников прорвался к самым воротам Руана и воткнул там свой боевой топор, вызывая Генриха на бой.
Ришар де Л'Эгль, у которого Генрих отобрал замок Л'Эгль, просил помощи французского короля, и тот пообещал ему 60 своих всадников и 50 людей Амори де Монфора. Король Англии согласился вернуть замок Ришару и тот расторг соглашение с французами. Это не помешало Людовику двинулься на Л'Эгль. Город был сожжен, а замок 3 сентября 1118 захвачен и передан под охрану Монфора, Гильома Криспена и Гуго де Невшато.
К несчастью для французов граф Фландрский получил тяжелое ранение при осаде замка Бюр в графстве Э: бретонский рыцарь Гуго Боттерель поразил его копьем из засады.

## Кампания 1119

### Закон талиона
В конце 1118 или начале 1119 произошла безобразная история, описанная Ордериком Виталием и английскими хронистами, и послужившая для авторов XVIII—XIX веков в качестве иллюстрации средневекового варварства. Эсташ де Паси, бастард графа Гильома де Бретёя, женатый на внебрачной дочери Генриха I Юлиане, добивался графства Бретёй, так как его отец не оставил законных сыновей. Генрих, опасаясь отдавать ему эти земли, поставил в замках своих шателенов, но дал Эсташу в заложники сына шателена Иври Рауля Аренка, как гарантию от нападения с его стороны. Взамен он взял заложницами двух дочерей Эсташа и Юлианы. Эсташ с женой присоединились к восстанию баронов, и когда шателен отказался сдать Иври, Эсташ, по коварному совету Амори де Монфора, вырвал глаза у его сына и отправил их в подарок отцу.
Рауль в гневе прибыл к королю и потребовал отдать ему дочерей негодяя, чтобы свершить над ними возмездие по закону талиона. Король передал ему своих внучек, и шателен вдобавок к ослеплению еще отрезал им носы. Эсташ укрепил свои замки Лир, Глос, Пон-Сен-Пьер и Паси, а жену послал занять Бретёй. Генрих выступил против них и в феврале 1119 осадил Юлиану в Бретёе. Жители города не захотели её поддерживать, и Юлиане пришлось бежать. По словам Ордерика Виталия, прыгая со стены, «она с позором упала голым задом в крепостной ров», после чего пробралась к мужу в Паси. После подавления восстания Генрих простил обоих, но Юлиане пришлось уйти в монастырь, а Эсташ так и не получил Бретёйского наследства.

### Распад коалиции
В мае 1119 Генрих I сумел расколоть враждебную коалицию, заключив с Фульком Анжуйским соглашение о браке его дочери со своим наследником Вильгельмом Аделином. Людовик летом осадил замок Данжю; управлявший там шателен сжег замок и отступил. Затем король обложил Шатонеф-сюр-Эпт, где храбро оборонялся Готье Риблар. На пятнадцатый день осады Монфор известил Людовика о том, что Генрих I сжег Эврё и движется на помощь осажденным. Людовик отступил от Шатонефа, под которым получил смертельную рану Ангерран де Три.
17 июня 1119 Бодуэн Фландрский умер от последствий прошлогоднего ранения.

### Битва при Бремюле
Оставшись без основных союзников, Людовик в августе поставил гарнизон в Лез-Андели и отправился в Этамп, но затем вернулся в Нормандию с намерением дать сражение Генриху, стоявшему в Нуайон-сюр-Л'Анделе. Несмотря на попытки Бушара де Монморанси отговорить его, король 20 августа вступил в бой с англичанами на равнине Бремюль, между Экуи и Флёри-сюр-Андель. По словам Ордерика Виталия, у Генриха I было 500 рыцарей, а у Людовика 400. У англичан только сотня сражалась верхом, а сам король Генрих с остальными держал оборону в пешем строю. Авангард из 80 французских рыцарей, под командованием Вильгельма Клитона, атаковал противника, но вскоре все лошади под ними были убиты, а сами они взяты в плен. Гильом Криспен добрался до короля Генриха и дважды поразил его мечом в голову, но не смог пробить хауберк, и король сбросил его с коня. Затем вексенцы под командованием Жоффруа де Серрана, Бушара де Монморанси и Осмонда де Шомона потеснили англичан, но вскоре те контратаковали и обратили французов в бегство.
Ордерик Виталий сообщает, что битва была почти бескровной, так как погибло всего три рыцаря, зато в плен было взято 140 французов. Король Людовик потерял боевого коня и знамя, во время бегства заблудился в лесу, откуда был выведен неким крестьянином, проводившим монарха в Лез-Андели.

### Окончание кампании
В сентябре Амори де Монфор прибыл в Париж и убедил короля захватить Бретёй, чтобы использовать его как базу для нового вторжения в Нормандию. По словам Ордерика Виталия, Людовик поднял феодальное ополчение Бургундии, Оверни, Иль-де-Франса, Орлеане, Вермандуа, Бовези, Этампа и отряды епископов Нуайона и Лана, 17 сентября вторгся в Нормандию, сжег Иври и осадил Бретёй. Гарнизон под командованием Рауля Ле Бретона упорно оборонялся, и французам пришлось отступить. Людовик намеревался сорвать гнев на владениях Тибо де Блуа, двинулся на Шартр и приказал его сжечь. Уступив просьбам священников и горожан, он послал Карлу Доброму, шедшему в авангарде, распоряжение об отмене предыдущего приказа, но часть города войска уже успели поджечь.

## Мир
Не добившись успеха военными средствами, Людовик пытался использовать против Генриха авторитет церкви, устроив в Реймсе собор с участием папы Каликста II. Понтифик не имел никакого желания выступать против короля Англии, и согласился только на роль посредника в переговорах. Новый граф Фландрский Карл Добрый отошел от союза с Францией, стоившего жизни двум его предшественникам, и занял нейтральную позицию. В ноябре 1119 папа и Генрих встретились в Жизоре, и в начале следующего года был заключен мир. По его условиям наследник Генриха Вильгельм Аделин должен был принести оммаж за Нормандию; все замки и пленные, захваченные обеими сторонами, возвращались.

## Итоги
Людовику не удалось отделить Нормандию от Англии, но он добился признания своего сюзеренитета над герцогством. После принесения присяги Вильгельм Аделин на обратном пути в Англию погиб при крушении Белого корабля. Эта трагедия, от которой его отец так и не смог оправиться, имела своим конечным результатом жестокую гражданскую войну и смену королевской династии, а в ближайшей перспективе открывала для Людовика и Вильгельма Клитона возможность начать новую войну за Нормандию.